# Marumba cristata
Marumba cristata là một loài bướm đêm thuộc họ Sphingidae. Nó được tìm thấy ở Himalaya, through Nepal và north-Đông Ấn Độ, miền nam và miền trung Trung Quốc tới miền tây Malaysia (Sundaland).

## miêu tả
Sải cánh dài 100–124 mm. Con trưởng thành bay vào tháng 6 và tháng 7 in Trung Quốc.

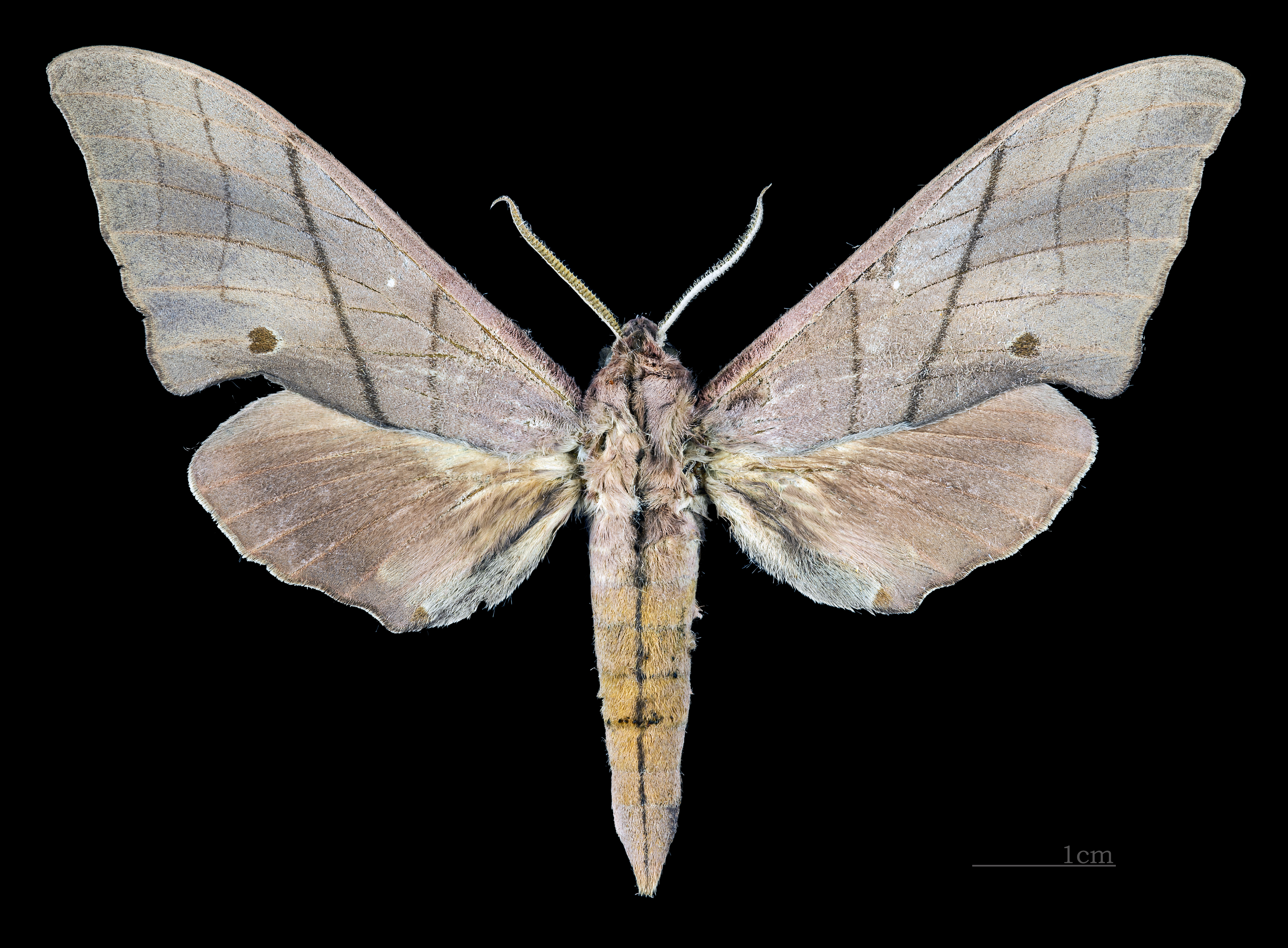
Marumba cristata cristata ♂
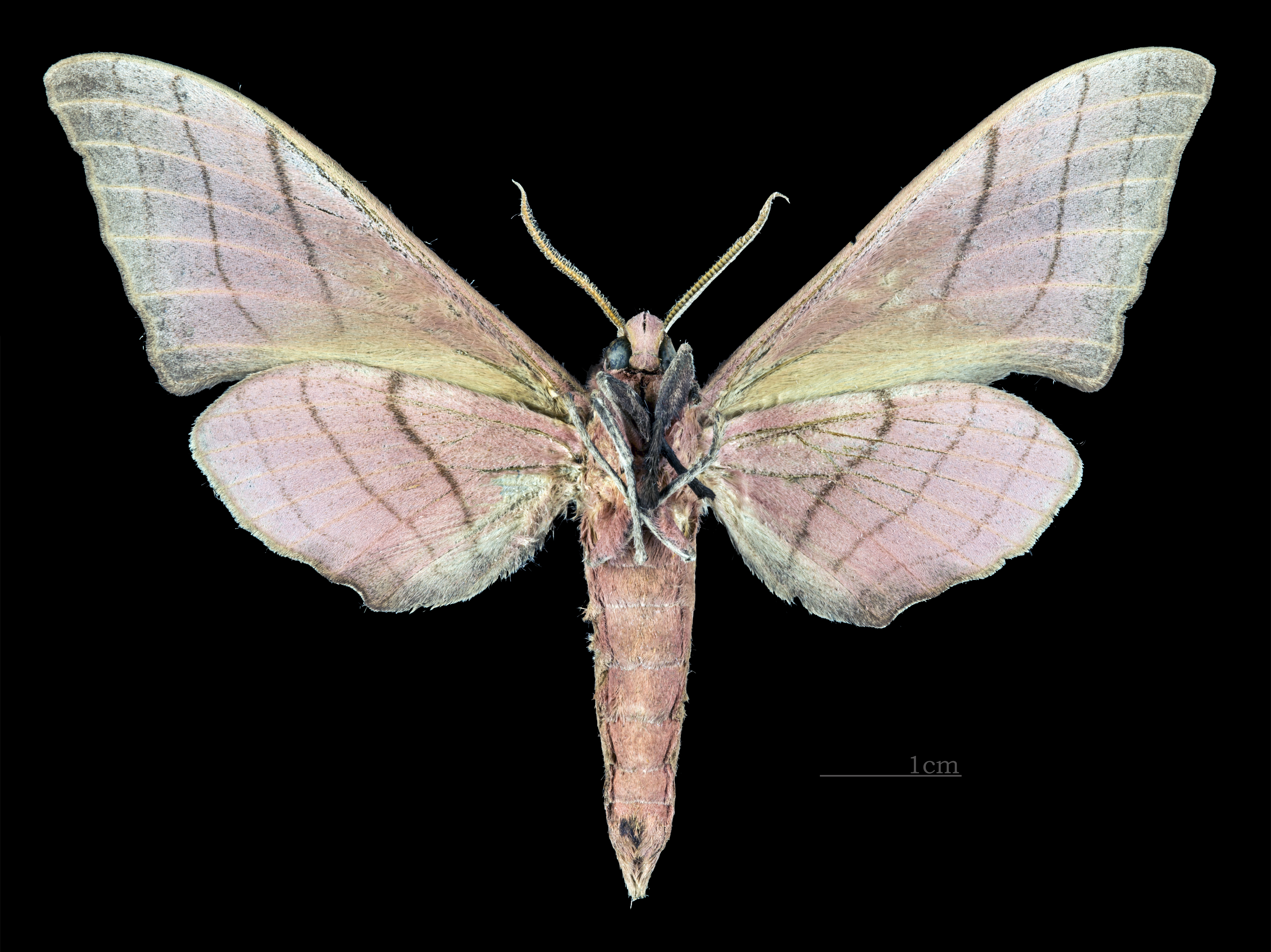
Marumba cristata cristata ♂  △
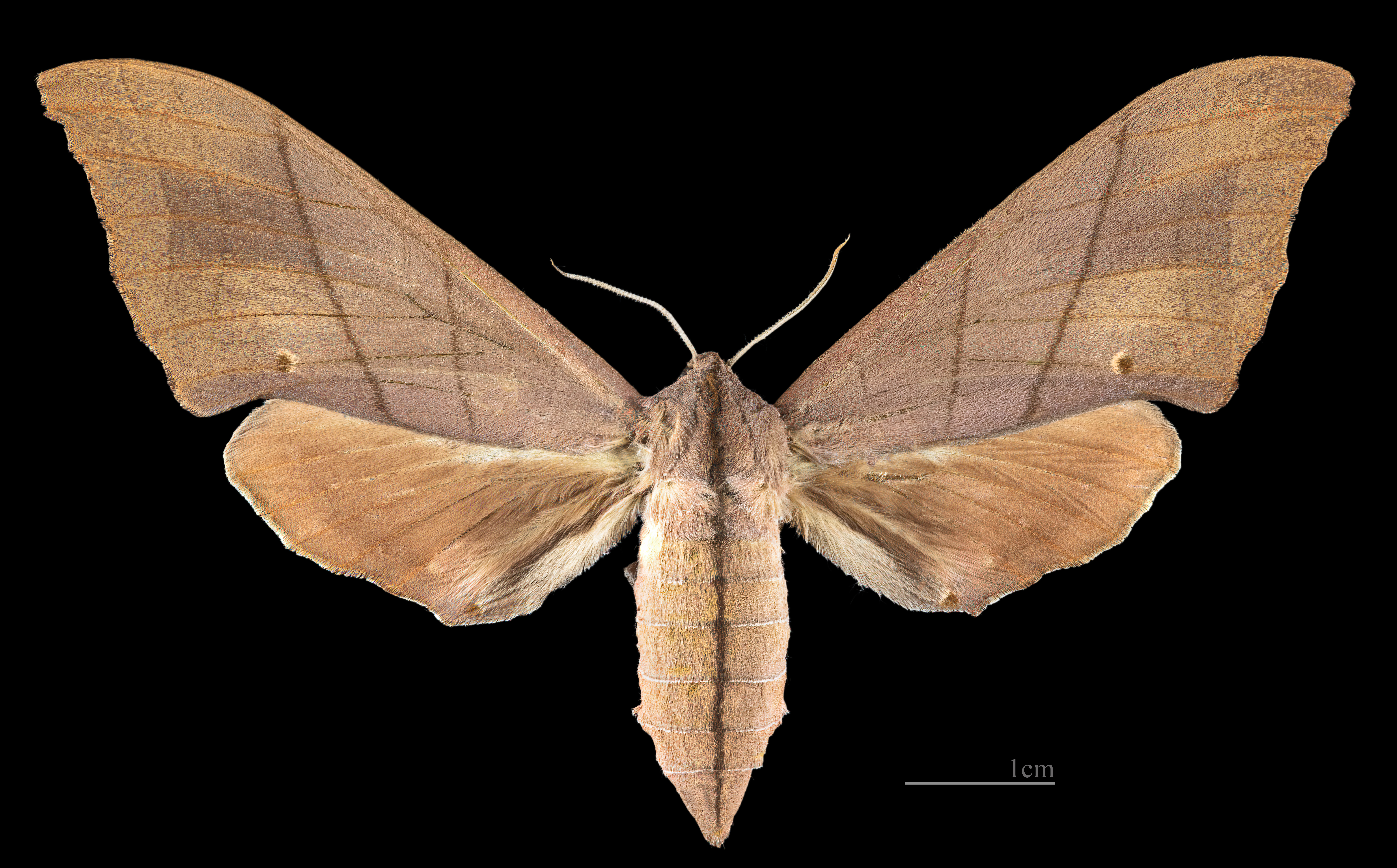
Marumba cristata cristata ♀
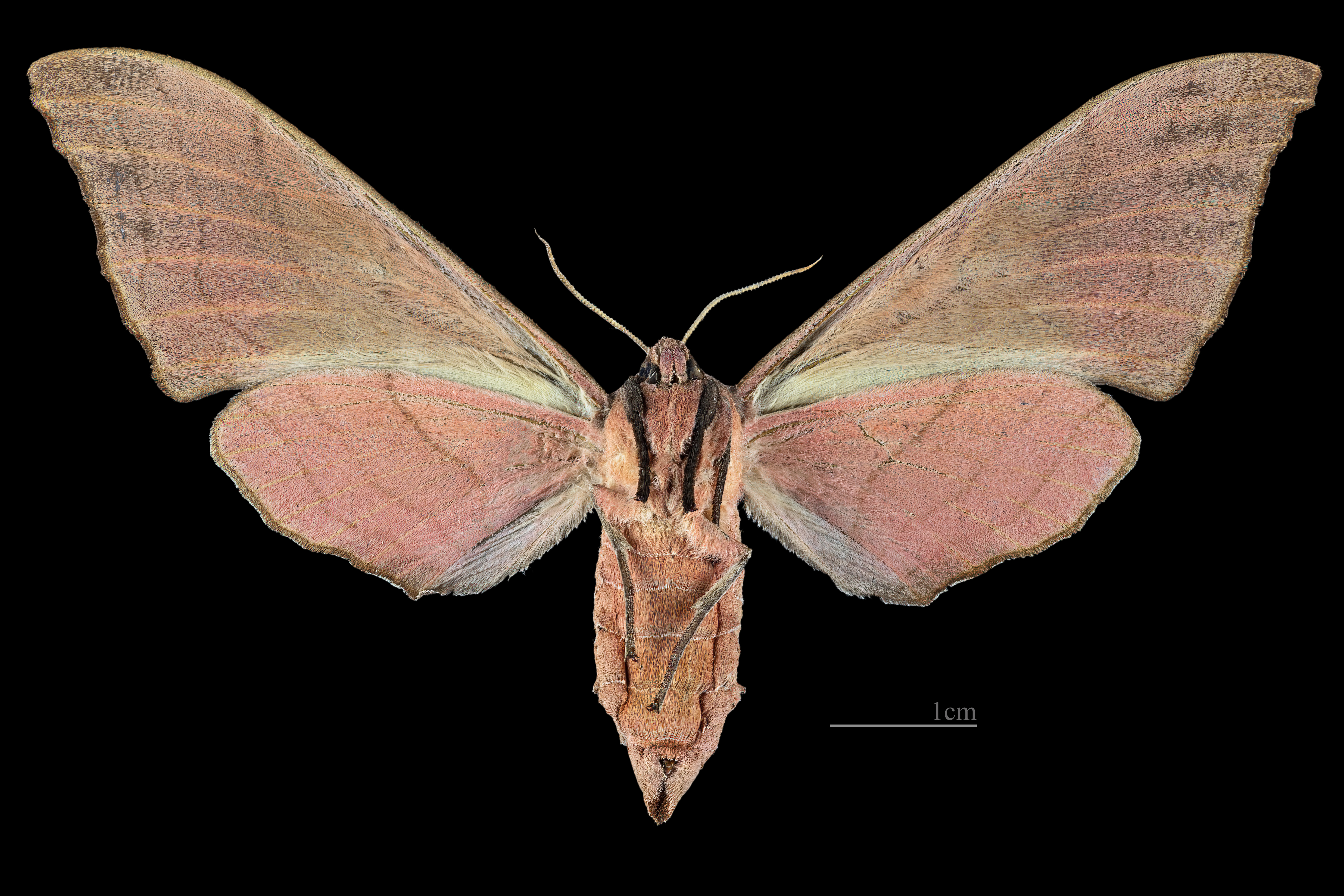
Marumba cristata cristata ♀ △

## sinh học
Ấu trùng ăn các loài Lisea elongata, Machilus ichangensis và Phoebe (Lauraceae).

## Phụ loài
- Marumba cristata cristata (from Himachal Pradesh (Ấn Độ) across Nepal và đông bắc Ấn Độ tới phía nam, miền trung và miền bắc Trung Quốc, miền bắc Thái Lan, Laos và miền bắc Việt Nam)
- Marumba cristata bukaiana Clark, 1937 (đặc hữu của Đài Loan)
- Marumba cristata titan Rothschild, 1920 (Malaysia)

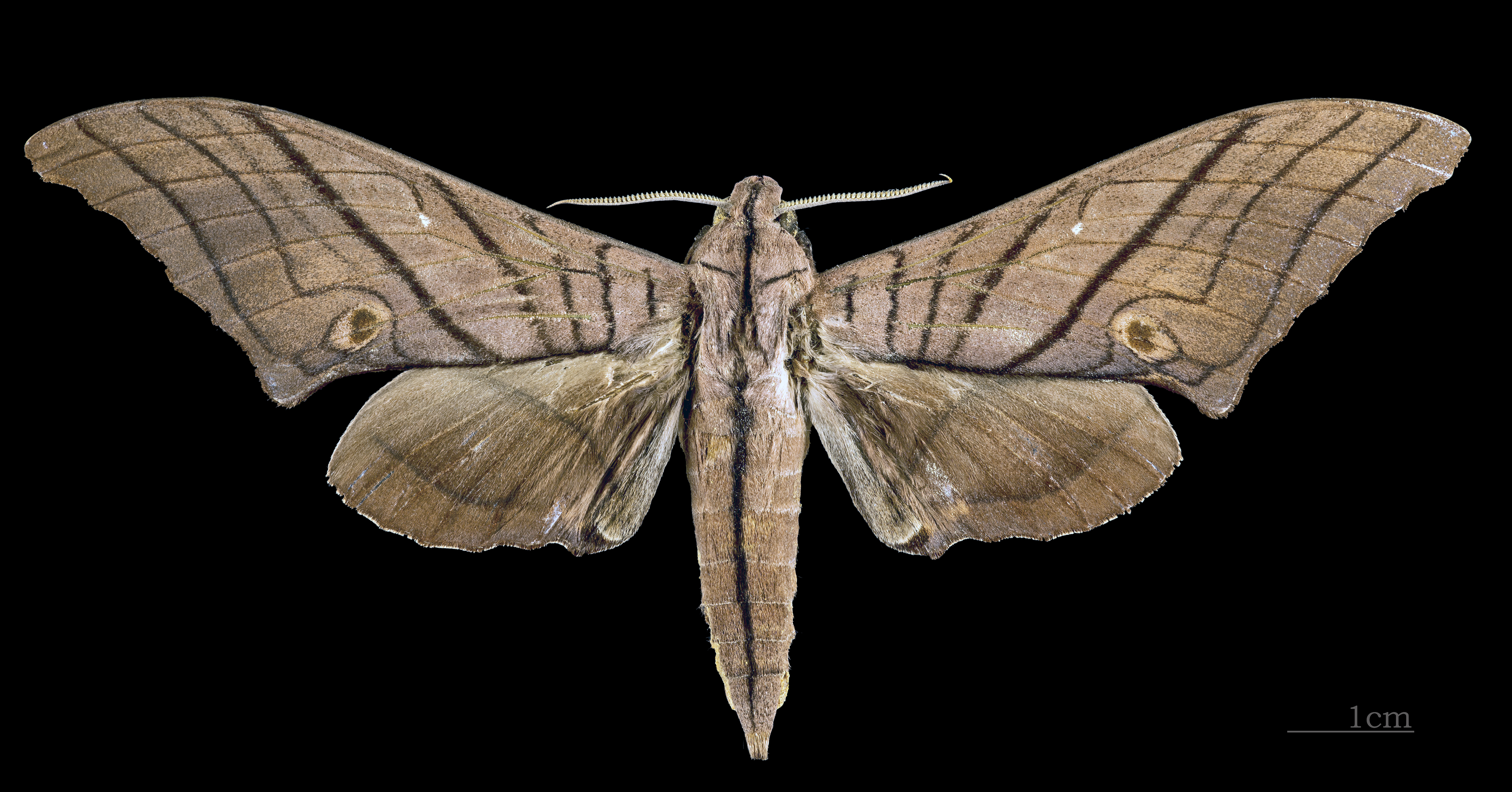
Marumba cristata titan ♂
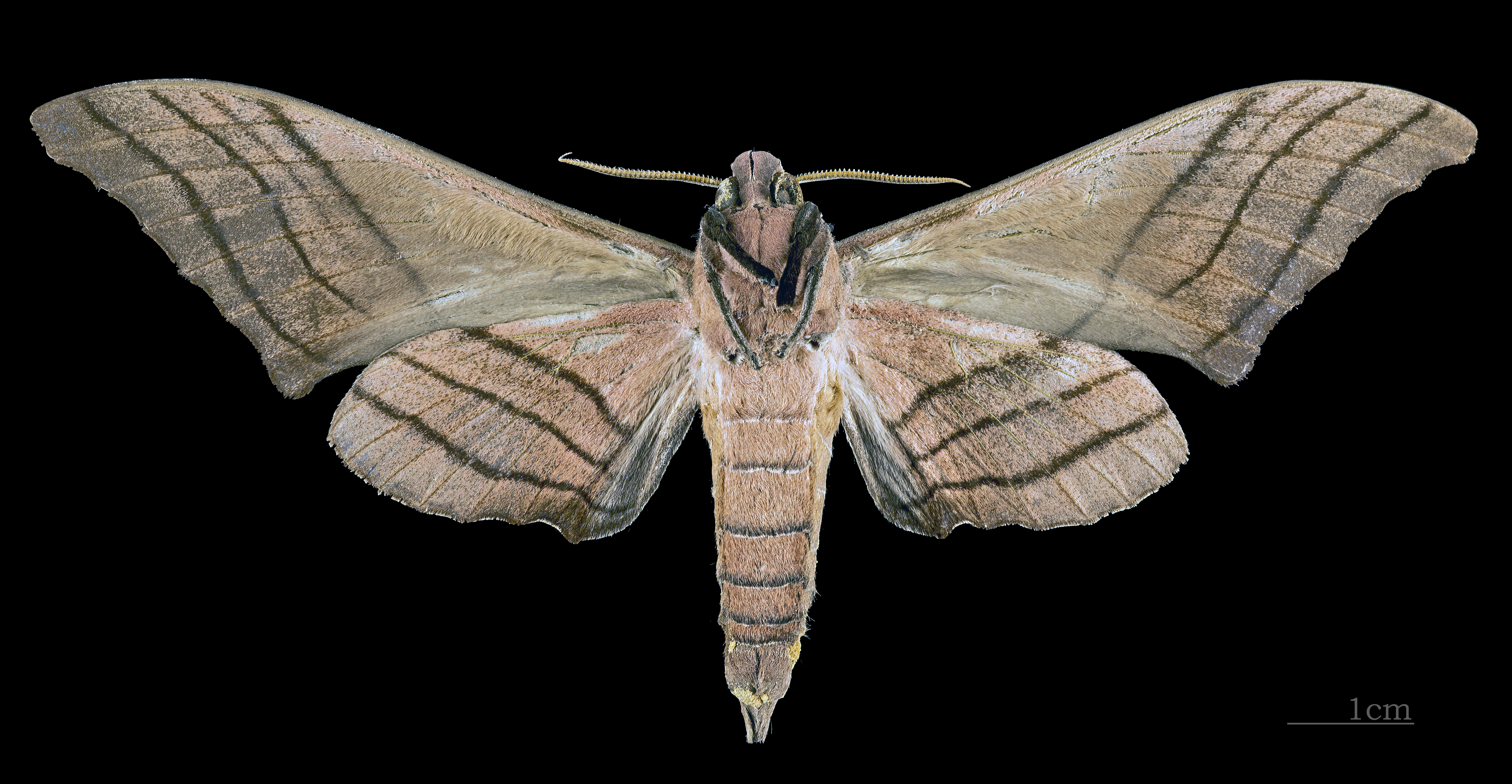
Marumba cristata titan ♂ △
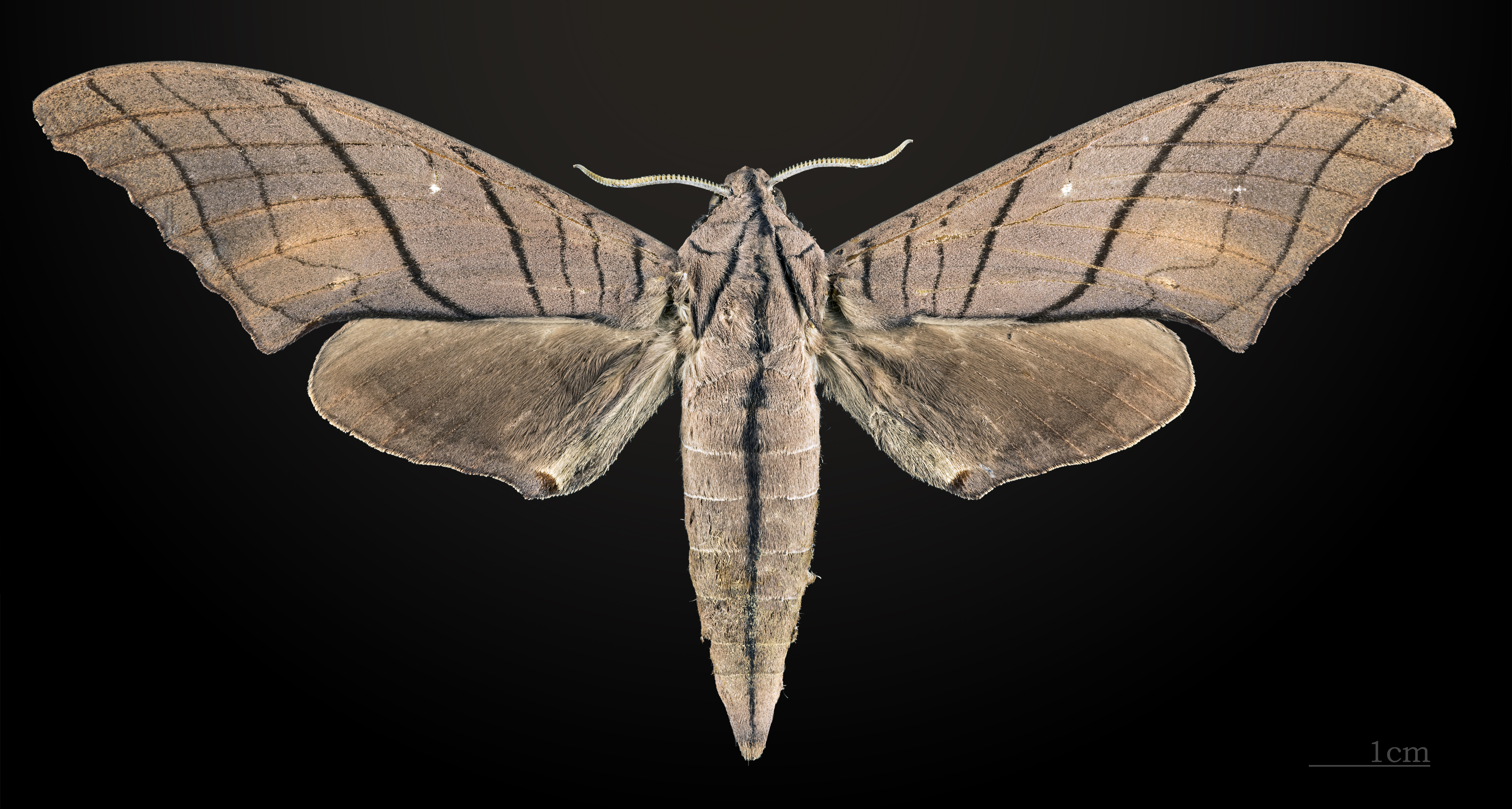
Marumba cristata titan ♀
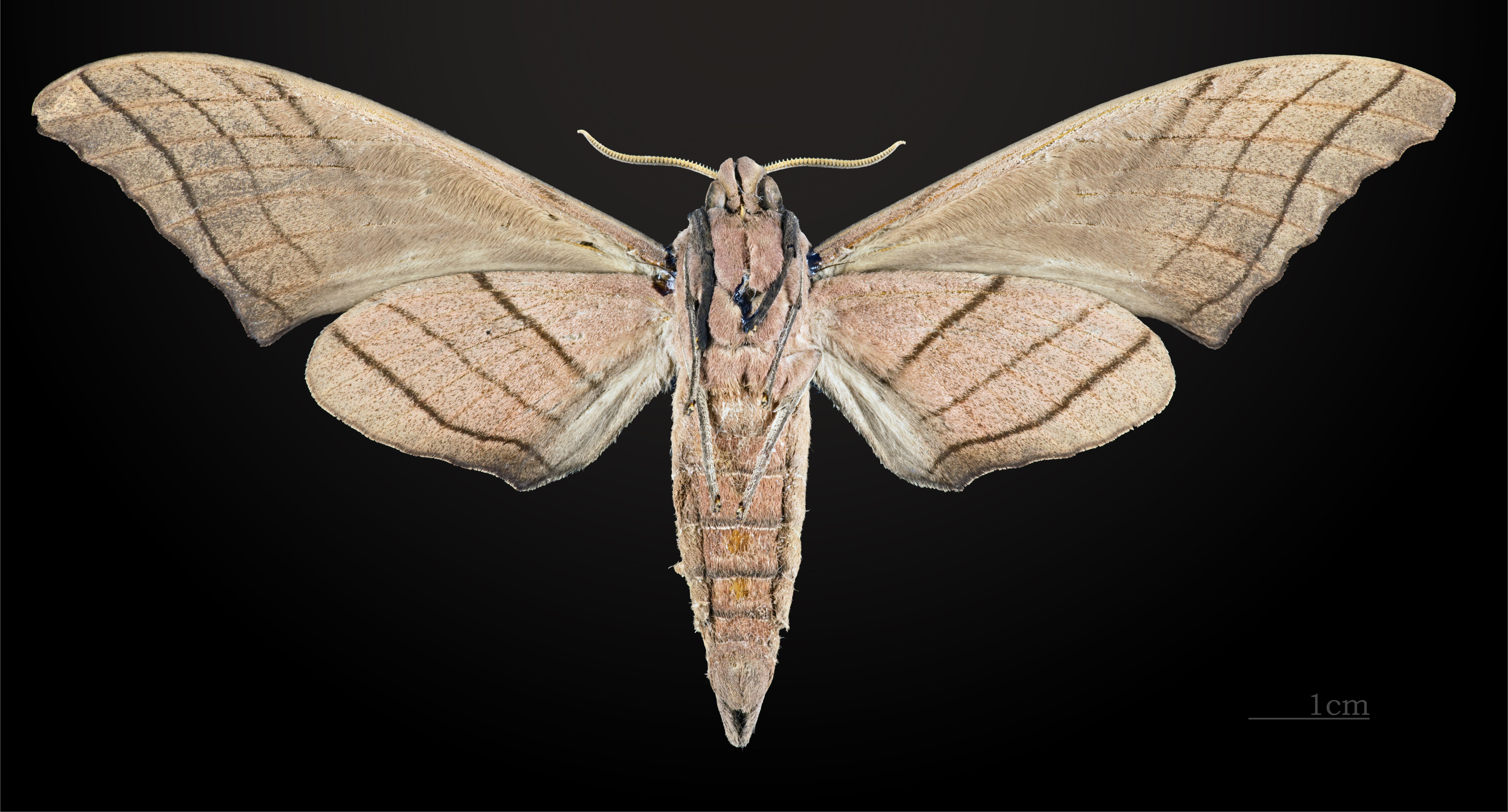
Marumba cristata titan ♀ △